# Stictopisthus oranae
Stictopisthus oranae är en stekelart som beskrevs av Schwenke 1999. Stictopisthus oranae ingår i släktet Stictopisthus och familjen brokparasitsteklar. Inga underarter finns listade i Catalogue of Life.